# Stachydrin
Stachydrin ist eine natürlich vorkommende organische Verbindung und ein Derivat der Aminosäure Prolin.

## Vorkommen und Biosynthese

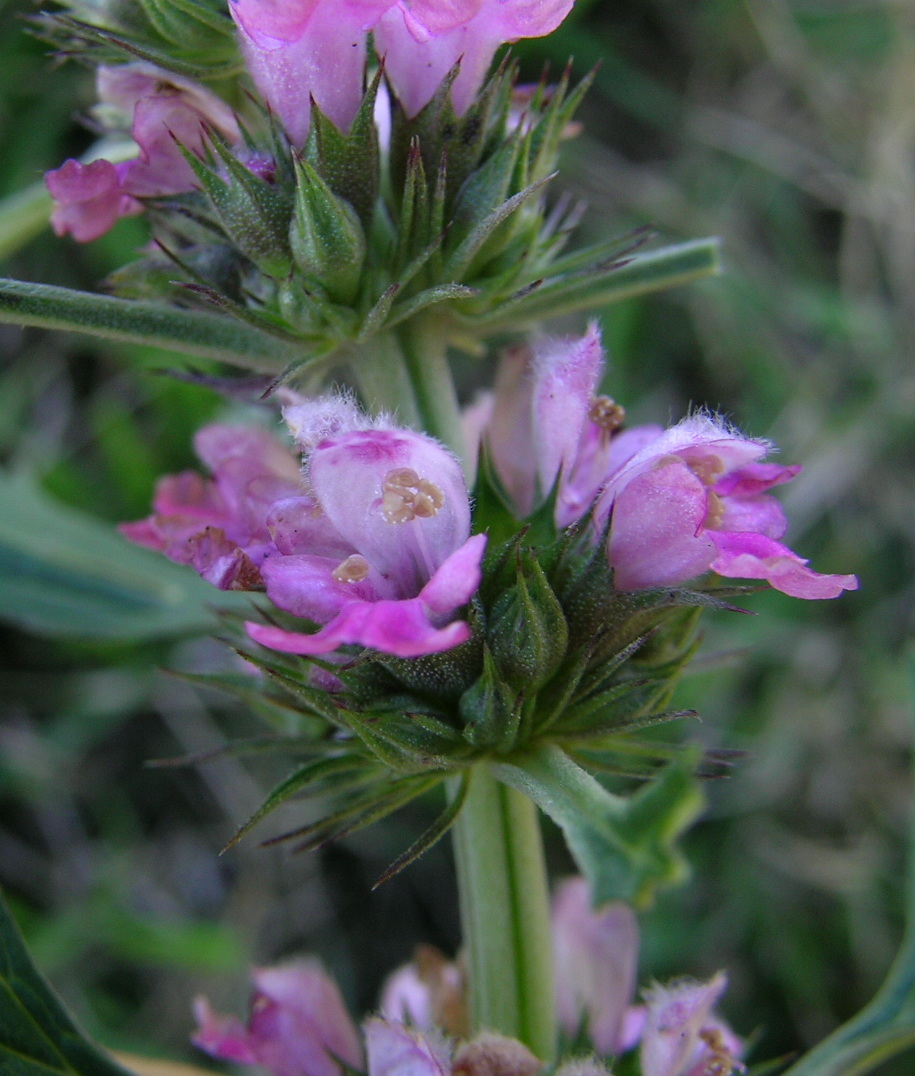
Chinesisches Mutterkraut (Leonurus japonicus)

Stachydrin kommt unter anderem in Pflanzen der Gattung Leonurus vor, beispielsweise im Echten Herzgespann und im Chinesischen Mutterkraut (Leonurus japonica). Auch in Capparis humilis aus der Familie der Kaperngewächse kommt es vor. Die Biosynthese wurde in Alfalfa-Pflanzen untersucht und verläuft über Ornithin und Prolin. Die Methylgruppen stammen aus Methionin.

## Eigenschaften
In verschiedenen Studien zeigte Stachydrin viele biologische Wirkungen, unter anderem eine Antitumor-Wirkung, entzündungshemmende Eigenschaften sowie gegen Fibrosen.